# Ascension (manga)
Pour les articles homonymes, voir Ascension.
Ascension (孤高の人, Kokō no Hito) est un seinen manga scénarisé en premier lieu par Yoshio Nabeta d'après le roman de Jirō Nitta, L'Homme impassible (孤高の人, Kokō no Hito), puis terminé par le dessinateur Shin'ichi Sakamoto. Prépublié dans le magazine Weekly Young Jump, il est publié par l'éditeur Shūeisha en dix-sept volumes reliés sortis entre avril 2008 et novembre 2011. La version française est éditée par Akata/Delcourt dans la collection « Take » en dix-sept tomes sortis entre septembre 2010 et mars 2014.

## Synopsis
Buntaro Mori, jeune lycéen solitaire et renfermé, est défié par un camarade de classe fan d'escalade. Le défi ? Escalader le lycée. C'est alors que, en grimpant le long d'une gouttière bien placée, Buntaro se découvre une passion et un don. Après avoir escaladé sans trop de mal le lycée, ce dernier est tout de suite repéré par son professeur d'anglais, lui-même fan de grimpe extrême. Grâce à l'escalade, Buntaro va se découvrir un but dans la vie, et se perfectionner dans ce domaine, jusqu'à atteindre les cieux.

## Personnages
Buntarō Mori (森 文太郎, Mori Buntarō)
Un jeune lycéen rebelle et asocial qui va peu à peu se passionner pour l'escalade.
Hajime Miyamoto (宮本 一, Miyamoto Hajime)
Lycéen très doué en escalade, il participe rarement à des compétitions. Il veut être le premier à grimper à vue la voie Biographie à Ceüse.
Yumi Shiraï (Shiraï Yumi)
Manager du club d'escalade du lycée.
Masao Ōnishi (大西 政雄, Ōnishi Masao)
Professeur d'anglais au lycée où étudient Mori, Miyamoto et Shiraï. Grimpeur émérite.

## Liste des volumes
| no | Japonais          | Japonais          | Français          | Français          |
| no | Date de sortie    | ISBN              | Date de sortie    | ISBN              |
| -- | ----------------- | ----------------- | ----------------- | ----------------- |
| 1  | 18 avril 2008     | 978-4-08-877426-8 | 29 septembre 2010 | 978-2-7560-1664-1 |
| 2  | 18 juillet 2008   | 978-4-08-877475-6 | 10 novembre 2010  | 978-2-7560-2043-3 |
| 3  | 19 septembre 2008 | 978-4-08-877522-7 | 13 janvier 2011   | 978-2-7560-2044-0 |
| 4  | 19 novembre 2008  | 978-4-08-877549-4 | 9 mars 2011       | 978-2-7560-2045-7 |
| 5  | 19 février 2009   | 978-4-08-877593-7 | 11 mai 2011       | 978-2-7560-2046-4 |
| 6  | 19 mai 2009       | 978-4-08-877642-2 | 17 août 2011      | 978-2-7560-2047-1 |
| 7  | 19 août 2009      | 978-4-08-877696-5 | 9 novembre 2011   | 978-2-7560-2249-9 |
| 8  | 19 novembre 2009  | 978-4-08-877753-5 | 11 avril 2012     | 978-2-7560-2485-1 |
| 9  | 19 février 2010   | 978-4-08-877807-5 | 16 mai 2012       | 978-2-7560-2486-8 |
| 10 | 19 mars 2010      | 978-4-08-877835-8 | 22 août 2012      | 978-2-7560-2486-8 |
| 11 | 18 juin 2010      | 978-4-08-877880-8 | 14 novembre 2012  | 978-2-7560-2579-7 |
| 12 | 17 septembre 2010 | 978-4-08-879030-5 | 13 février 2013   | 978-2-7560-3166-8 |
| 13 | 17 décembre 2010  | 978-4-08-879077-0 | 15 mai 2013       | 978-2-7560-3483-6 |
| 14 | 18 février 2011   | 978-4-08-879120-3 | 3 juillet 2013    | 978-2-7560-3484-3 |
| 15 | 19 mai 2011       | 978-4-08-879145-6 | 11 septembre 2013 | 978-2-7560-3487-4 |
| 16 | 19 août 2011      | 978-4-08-879187-6 | 13 novembre 2013  | 978-2-7560-4818-5 |
| 17 | 18 novembre 2011  | 978-4-08-879236-1 | 12 mars 2014      | 978-2-7560-5023-2 |

## Réception
En France, le manga est sorti en partenariat avec la fédération française de la montagne et de l'escalade. Pierre-Henri Paillasson, le directeur technique national de la FFME, juge la série crédible dans sa description des situations vécues par les protagonistes : « le manga est tout à fait réaliste et c'est la raison pour laquelle la FFME s'est associée à sa sortie. Dans le cas contraire, la FFME n'aurait pas apporté sa caution. À titre personnel, j'ai été étonné par la précision des dialogues, sur des points très techniques de l'activité d'escalade et de ses compétitions ».
Le manga a reçu le prix Mangawa du meilleur seinen manga en 2011.

### Édition japonaise
Shūeisha
1. 1 2  (ja) « Tome 1 »
2. 1 2  (ja) « Tome 2 »
3. 1 2  (ja) « Tome 3 »
4. 1 2  (ja) « Tome 4 »
5. 1 2  (ja) « Tome 5 »
6. 1 2  (ja) « Tome 6 »
7. 1 2  (ja) « Tome 7 »
8. 1 2  (ja) « Tome 8 »
9. 1 2  (ja) « Tome 9 »
10. 1 2  (ja) « Tome 10 »
11. 1 2  (ja) « Tome 11 »
12. 1 2  (ja) « Tome 12 »
13. 1 2  (ja) « Tome 13 »
14. 1 2  (ja) « Tome 14 »
15. 1 2  (ja) « Tome 15 »
16. 1 2  (ja) « Tome 16 »
17. 1 2  (ja) « Tome 17 »

### Édition française
Delcourt/Akata
1. 1 2  (fr) « Tome 1 »
2. 1 2  (fr) « Tome 2 »
3. 1 2  (fr) « Tome 3 »
4. 1 2  (fr) « Tome 4 »
5. 1 2  (fr) « Tome 5 »
6. 1 2  (fr) « Tome 6 »
7. 1 2  (fr) « Tome 7 »
8. 1 2  (fr) « Tome 8 »
9. 1 2  (fr) « Tome 9 »
10. 1 2  (fr) « Tome 10 »
11. 1 2  (fr) « Tome 11 »
12. 1 2  (fr) « Tome 12 »
13. 1 2  (fr) « Tome 13 »
14. 1 2  (fr) « Tome 14 »
15. 1 2  (fr) « Tome 15 »
16. 1 2  (fr) « Tome 16 »
17. 1 2  (fr) « Tome 17 »